# 林木林
林 木林（はやし きりん）は、日本の詩人、絵本作家、作詞家。詩を中心に、絵本、童謡、作詞など、言葉にまつわる作品を幅広くてがける。

## 来歴
山口県生まれ。「うにまる」というペンネームで詩の投稿を始め、ユリイカ新鋭詩人、抒情文芸最優秀賞、サンリオ詩とメルヘン特別賞などを受賞。2004年詩のボクシング全国大会優勝。2005年防府市市民栄光賞受賞。2006年詩と思想新人賞受賞。2007年に第1詩集『植星鉢（ぷらねたぷらんた）』出版。2019年に『ひだまり』で第66回産経児童出版文化賞産経新聞社賞受賞。

## 主な著作

### 詩集
- 『植星鉢（ぷらねたぷらんた)』（2007年11月、土曜美術社、ISBN 978-4812016398）

### 絵本
- 『ありさんとぞうさんのおさんぽ』 絵／ふくだとしお＋あきこ（2009年7月、鈴木出版、ISBN 978-4790252009）
- 『どうぶつぴったんことば』 絵／西村敏雄（2010年11月、くもん出版、ISBN 978-4774317779）
- 『みずたまちゃん』 絵／あきくさあい（2010年11月、鈴木出版、ISBN 978-4790252214）
- 『おおきなけやき』 絵／広野多珂子 （2011年1月、鈴木出版、ISBN 978-4790252221）
- 『こけこっこー』 絵／西村敏雄 （2011年7月、鈴木出版、ISBN 978-4790252276）
- 『おすしですし！』 絵／田中六大 （2012年3月、あかね書房、ISBN 978-4251098542）
- 『なつやさいの なつやすみ』 絵／柿田ゆかり （2012年7月、ひかりのくに、ISBN 978-4564018442）
- 『バナナンばあば』 絵／西村敏雄 （2012年8月、佼成出版社、ISBN 978-4333025534）
- 『おいしいおほしさま』 絵／たごもりのりこ （2013年7月、鈴木出版、ISBN 978-4790252627）
- 『フルーツがきる！』 絵／柴田ゆう （2013年10月、岩崎書店、ISBN 978-4265081264）
- 『ふゆやさいのふゆやすみ』 絵／柿田ゆかり （2013年11月、ひかりのくに、ISBN 978-4564018558）
- 『はやくちまちしょうてんがい はやくちはやあるきたいかい』 絵／内田かずひろ （2013年11月、偕成社、ISBN 978-4033320908）
- 『あいうえおんせん』 絵／高畠那生 （2013年11月、くもん出版、ISBN 978-4774321899）
- 『ねばらねばなっとう』 絵／たかおゆうこ （2014年4月、ひかりのくに、ISBN 978-4564014222）
- 『ふたごのたこたこウィンナー』 絵／西村敏雄 （2014年5月、ひさかたチャイルド、ISBN 978-4865490022）
- 『あきやさいの あきわっしょい！』 絵／柿田ゆかり （2014年9月、ひかりのくに、ISBN 978-4564018602）
- 『二番目の悪者』 絵／庄野ナホコ （2014年11月、小さい書房、ISBN 978-4907474010）
- 『あかり』 絵／岡田千晶 （2014年12月、光村教育図書、ISBN 978-4895728812）
- 『ねことこねこね』 絵／山村浩二 （2015年1月、BL出版、ISBN 978-4776406761）
- 『おちゃわんかぞく』 絵／いぬんこ （2015年4月、白泉社、ISBN 978-4592761822）
- 『♪かえうた戦隊♪タマゴレンジャー』 絵／おかべりか （2015年9月、ひかりのくに、ISBN 978-4564018640）
- 『はるやさいのはるやすみ』 絵／柿田ゆかり （2016年3月、ひかりのくに、ISBN 978-4564018664）
- 『おまつり！おまツリー！！』 絵／山口亜耶 （2016年5月、絵本塾出版、ISBN 978-4864840941）

### 翻訳
- 『でんごんでーす』 文／マック・バーネット、絵／ジェン・カラーチー（2015年8月、講談社、ISBN 978-4062830881）
- 『くまさん どこ？』 作／ジョナサン・ベントレー（2016年8月、講談社、ISBN 978-4062830997）
- 『いたずらえほんがたべちゃった！』 作／リチャード・バーン（2016年9月、ブロンズ新社、ISBN 978-4893096197）